# رافائيل ميلو
رافائيل ميلو هو لاعب كرة قدم برازيلي في مركز حراسة المرمى، ولد في 22 يوليو 1992 في نيتيروي في البرازيل. لعب مع U.D. Oliveirense ‏.

## وصلات خارجية
- رافائيل ميلو على موقع قاعدة بيانات كرة القدم.إي يو (الإنجليزية)
- رافائيل ميلو على موقع Soccerway.com (الإنجليزية)